# Vidrarusøen
Vidrarusøen (rumænsk: Lacul Vidraru) er en kunstig sø i Rumænien. Den blev skabt i 1965 ved opførelsen af Vidraru-dæmningen ved Argeș-floden.
Søen ligger i skyggen af Făgăraș-bjergene. En landsby, der blev oversvømmet ved ooførelsen af dæmningen, ligger på bunden af søen.
Vidrarusøen er en reservoirsø ved floden Arges, bygget i 1965 til vandkraftproduktion. Den rummer 465 millioner kubikmeter vand med en længde på 10,3 km og en bredde på 2,2 km, og har et samlet areal på 8,7 km² og en maksimal dybde på 155 meter. Dens omkreds er omkring 28 kilometer.
Et underjordisk kraftværk ligger i nærheden af søen, 104 meter under Cetatuia-massivet. Den årlige energiproduktion er 400 gigawatt-timer (1.400 TJ) i et gennemsnitligt hydrologisk år. Den installerede turbinekapacitet er 220 megawatt.
Søen ligger mellem bjergene i og ved udgangen af Ghitumassivet, og får vand fra floderne Capra, Buda mfl., med en samlet gennemsnitlig fødestrøm på 5,5 m³/sek.
Ved færdiggørelsen var den den 8. højst liggende kunstige sø i Europa og den 20. i verden.
Opførelsen af Vidraru-dæmningen tog fem og et halvt år fra 1960. For at gennemføre det skulle der graves  42 km tunnel gennem 1.768 millioner m³ sten, og installeres 6.300 tons elektromekanisk udstyr.
På Lake Vidraru kan folk dyrke ekstremsporten bungee jump.

Den eneste vej til Vidraru-søen er den spektakulære Transfagarasan (DN7C), der løber fra Curtea de Arges til Cartisoara og passerer foran vandkraftværket, på Vidraru-dæmningen og rundt om Vidraru-søen.